# 1993年ヨーロッパグランプリ
1993年ヨーロッパグランプリ（英語：1993 European Grand Prix）は、1993年F1世界選手権の第3戦として、1993年4月11日にドニントン・パークで開催された。

## 概要
日本のオートポリスで開催予定だったアジアGPがサーキット運営会社の倒産によりキャンセルされ、代替地としてイギリスでヨーロッパGPが開催された。ヨーロッパGPの開催は1985年（ブランズハッチ）以来であり、ドニントンパークでのF1世界選手権開催は初となる。
前戦ブラジルGP後にジョーダンのイヴァン・カペリが解雇され、シートを失っていたティエリー・ブーツェンがジョーダンと契約した。

## 予選
金曜日の予選1回目はウェットコンディションで行われ、マクラーレンのアイルトン・セナが暫定ポールポジションを獲得した。
土曜日の予選2回目は晴天のドライコンディションとなり、ウィリアムズ・FW15Cが実力どおりのポテンシャルを発揮した。アラン・プロストは開幕から3戦連続ポールポジションを獲得。チームメイトのデイモン・ヒルが0.3秒差の2位と健闘した。
ヨーロッパラウンドの初戦を迎えて、ベネトンはハイテク装備のB193Bを投入したが、まだトラクションコントロールシステム (TCS) は搭載しておらず、3位のミハエル・シューマッハはプロストから1.5秒の大差をつけられた。
プロストは決勝に向けて自信を示しながらも、「ウェットの場合、今のマシンではウィングを大きくできない」と空模様を警戒した。一方、予選4位のセナは「レースは雨になるといい。ドライよりも結果がよくなる可能性がある」とコメントした。

### 予選結果
| 順位 | No | ドライバー                       | コンストラクター         | タイム   | 差     |
| ---- | -- | -------------------------------- | ------------------------ | -------- | ------ |
| 1    | 2  | アラン・プロスト                 | ウィリアムズ・ルノー     | 1'10.458 | —      |
| 2    | 0  | デイモン・ヒル                   | ウィリアムズ・ルノー     | 1'10.762 | +0.304 |
| 3    | 5  | ミハエル・シューマッハ           | ベネトン・フォード       | 1'12.008 | +1.550 |
| 4    | 8  | アイルトン・セナ                 | マクラーレン・フォード   | 1'12.107 | +1.649 |
| 5    | 29 | カール・ヴェンドリンガー         | ザウバー・イルモア       | 1'12.738 | +2.280 |
| 6    | 7  | マイケル・アンドレッティ         | マクラーレン・フォード   | 1'12.739 | +2.281 |
| 7    | 30 | J.J.レート                       | ザウバー・イルモア       | 1'12.763 | +2.305 |
| 8    | 28 | ゲルハルト・ベルガー             | フェラーリ               | 1'12.862 | +2.404 |
| 9    | 27 | ジャン・アレジ                   | フェラーリ               | 1'12.980 | +2.522 |
| 10   | 6  | リカルド・パトレーゼ             | ベネトン・フォード       | 1'12.982 | +2.524 |
| 11   | 12 | ジョニー・ハーバート             | ロータス・フォード       | 1'13.328 | +2.870 |
| 12   | 14 | ルーベンス・バリチェロ           | ジョーダン・ハート       | 1'13.514 | +3.056 |
| 13   | 11 | アレッサンドロ・ザナルディ       | ロータス・フォード       | 1'13.560 | +3.102 |
| 14   | 9  | デレック・ワーウィック           | フットワーク・無限ホンダ | 1'13.664 | +3.206 |
| 15   | 19 | フィリップ・アリオー             | ラルース・ランボルギーニ | 1'13.665 | +3.207 |
| 16   | 23 | クリスチャン・フィッティパルディ | ミナルディ・フォード     | 1'13.666 | +3.208 |
| 17   | 20 | エリック・コマス                 | ラルース・ランボルギーニ | 1'13.970 | +3.512 |
| 18   | 3  | 片山右京                         | ティレル・ヤマハ         | 1'14.121 | +3.663 |
| 19   | 15 | ティエリー・ブーツェン           | ジョーダン・ハート       | 1'14.246 | +3.788 |
| 20   | 24 | ファブリツィオ・バルバッツァ     | ミナルディ・フォード     | 1'14.274 | +3.816 |
| 21   | 26 | マーク・ブランデル               | リジェ・ルノー           | 1'14.301 | +3.843 |
| 22   | 25 | マーティン・ブランドル           | リジェ・ルノー           | 1'14.306 | +3.848 |
| 23   | 10 | 鈴木亜久里                       | フットワーク・無限ホンダ | 1'14.927 | +4.469 |
| 24   | 21 | ミケーレ・アルボレート           | ローラ・フェラーリ       | 1'15.322 | +4.864 |
| 25   | 4  | アンドレア・デ・チェザリス       | ティレル・ヤマハ         | 1'15.417 | +4.959 |
| DNQ  | 22 | ルカ・バドエル                   | ローラ・フェラーリ       | 1'15.641 | +5.183 |

## 決勝

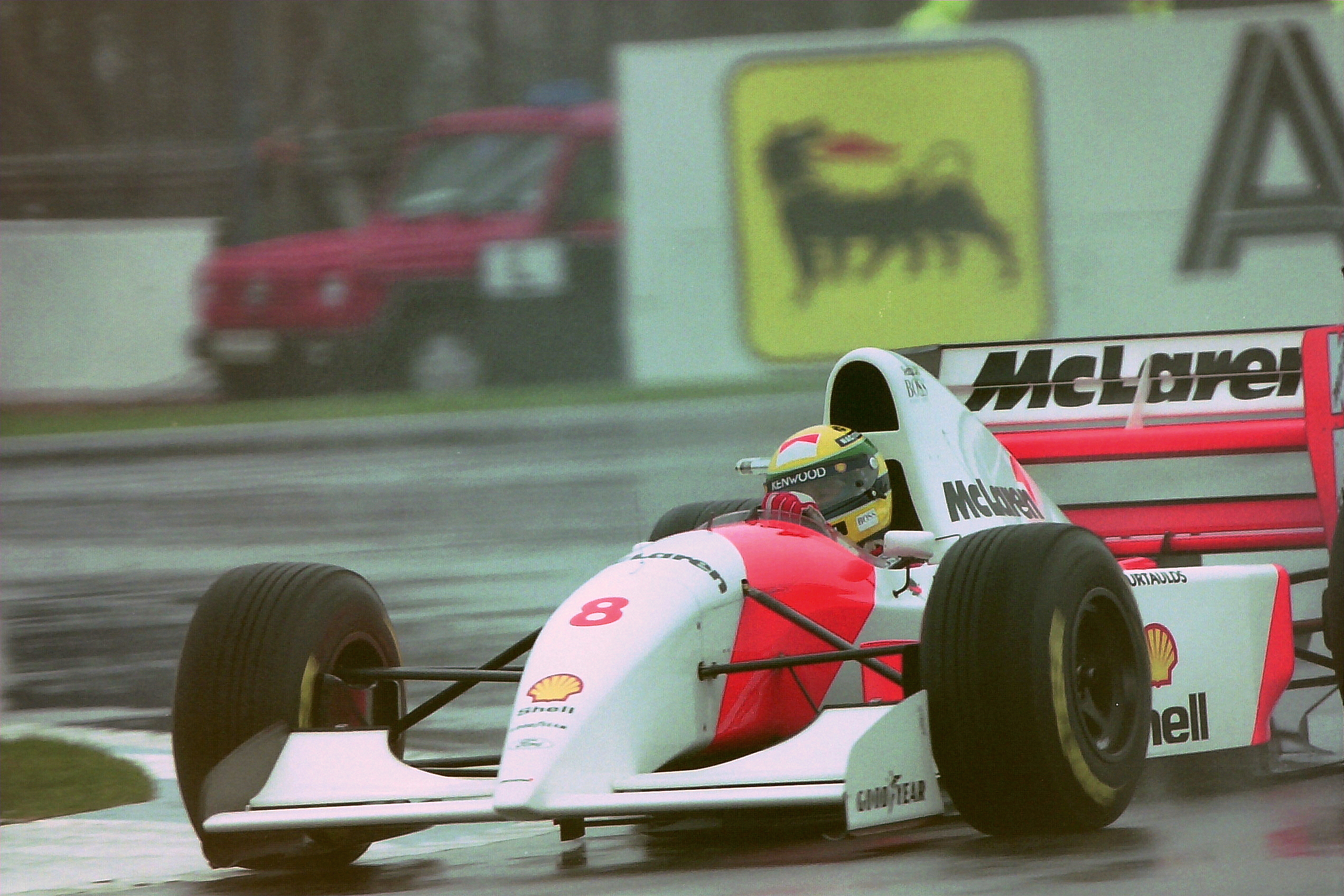
雨中を走るアイルトン・セナ（マクラーレン）

決勝当日の気温は9度。真冬のような曇り空から雨が降るかと思えば、雲の切れ間から日差しが差しこむ典型的な「ブリティッシュウェザー」となった。スタート時刻には雨が止んでいたが、路面はセミウェット状態で、アルボレート以外は全車レインタイヤを装着してスタートした。
スタートではフロントローのウィリアムズ2台が好スタート。2列目のシューマッハとセナが牽制しあう間にヴェンドリンガーが3番手で1コーナーに入る。セナは5番手に落ちたが、2コーナーでシューマッハを抜くと、オールドヘアピンへの下りでヴェンドリンガーをアウト側からパス。続くマクリーンコーナー入り口でヒルをパスして2位に浮上。さらにプロストにも接近し、ピット裏手のメルボルンヘアピンでインを突いてトップに浮上した。セナのチームメイトのアンドレッティも上位進出を狙ったが、ヴェンドリンガーと絡んで開幕3戦連続0周リタイアを喫した。
タイヤが温まりきらない状況で、セナはプロストよりも3秒以上速いラップタイムを記録して一気に差を拡げた。4位以下はバリチェロ、アレジ、シューマッハと続いた。路面状況は時間帯もしくはサーキットの場所によって目まぐるしく変化し、ピットでのタイヤ交換作業が慌しく行われることになる。
路面が乾き始めると各車スリックタイヤへ交換したが、再び雨が降り出し、22周目にシューマッハが単独スピンしてリタイアした。プロストはスリックへ交換してから3周後に再びレインを装着。セナとの差を8秒まで縮め、33周目にまたスリックへ交換した。セナもレイン-スリック-レインとつないで34周目に3回目のピットインを行うが、右リアタイヤの交換作業に手間取り、プロストにトップの座を明け渡した。
プロストは状況変化に早めに対応し、38周目にレインへ交換したが、予想したよりも雨量が少なく、スリックで走り続けたセナに再逆転された。その上、48周目にスリックに戻した際にピットでエンジンストールしてしまい、コースに復帰したときにはセナに周回遅れにされていた。
F1デビュー3戦目のバリチェロは2位〜4位のポジションを安定して走行し、表彰台は目前であった。しかし、残り6周で燃圧が低下し、無念のリタイアを喫した。ピットストップ1回で走り続けたハーバートが2戦連続して4位に入賞。6位のバルバッツァは初ポイントを獲得した。
セナは2位ヒルに1分23秒の大差をつけて優勝。前戦ブラジルGPに続き、自身のレースキャリアにおいて特筆される雨中の勝利を収めた。レース後の共同会見ではギアボックスの不調を訴えるプロストに対し、「僕のマシンと交換してあげようか?」とジョークを放った。
レース中に行われたピットストップの回数は延べ68回。上位3名だけでもセナ5回、ヒル6回、プロスト7回を数えた。

### 決勝結果
| Pos | No | ドライバー                       | コンストラクター         | 周回 | タイム/リタイア | グリッド | ポイント |
| --- | -- | -------------------------------- | ------------------------ | ---- | --------------- | -------- | -------- |
| 1   | 8  | アイルトン・セナ                 | マクラーレン・フォード   | 76   | 1:50'46.570     | 4        | 10       |
| 2   | 0  | デイモン・ヒル                   | ウィリアムズ・ルノー     | 76   | +1'23.199       | 2        | 6        |
| 3   | 2  | アラン・プロスト                 | ウィリアムズ・ルノー     | 75   | +1 Lap          | 1        | 4        |
| 4   | 12 | ジョニー・ハーバート             | ロータス・フォード       | 75   | +1 Lap          | 11       | 3        |
| 5   | 6  | リカルド・パトレーゼ             | ベネトン・フォード       | 74   | +2 Laps         | 10       | 2        |
| 6   | 24 | ファブリツィオ・バルバッツァ     | ミナルディ・フォード     | 74   | +2 Laps         | 20       | 1        |
| 7   | 23 | クリスチャン・フィッティパルディ | ミナルディ・フォード     | 73   | +3 Laps         | 16       |          |
| 8   | 11 | アレッサンドロ・ザナルディ       | ロータス・フォード       | 72   | +4 Laps         | 13       |          |
| 9   | 20 | エリック・コマス                 | ラルース・ランボルギーニ | 72   | +4 Laps         | 17       |          |
| 10  | 14 | ルーベンス・バリチェロ           | ジョーダン・ハート       | 70   | 燃料系          | 12       |          |
| 11  | 21 | ミケーレ・アルボレート           | ローラ・フェラーリ       | 70   | +6 Laps         | 24       |          |
| Ret | 9  | デレック・ワーウィック           | フットワーク・無限ホンダ | 66   | ギアボックス    | 14       |          |
| Ret | 15 | ティエリー・ブーツェン           | ジョーダン・ハート       | 61   | スロットル      | 19       |          |
| Ret | 4  | アンドレア・デ・チェザリス       | ティレル・ヤマハ         | 55   | ギアボックス    | 25       |          |
| Ret | 27 | ジャン・アレジ                   | フェラーリ               | 36   | ギアボックス    | 9        |          |
| Ret | 10 | 鈴木亜久里                       | フットワーク・無限ホンダ | 29   | ギアボックス    | 23       |          |
| Ret | 19 | フィリップ・アリオー             | ラルース・ランボルギーニ | 27   | 接触            | 15       |          |
| Ret | 5  | ミハエル・シューマッハ           | ベネトン・フォード       | 22   | スピン          | 3        |          |
| Ret | 26 | マーク・ブランデル               | リジェ・ルノー           | 20   | スピン          | 21       |          |
| Ret | 28 | ゲルハルト・ベルガー             | フェラーリ               | 19   | サスペンション  | 8        |          |
| Ret | 30 | J.J.レート                       | ザウバー・イルモア       | 13   | ハンドリング    | 7        |          |
| Ret | 3  | 片山右京                         | ティレル・ヤマハ         | 11   | クラッチ        | 18       |          |
| Ret | 25 | マーティン・ブランドル           | リジェ・ルノー           | 7    | スピン          | 22       |          |
| Ret | 29 | カール・ヴェンドリンガー         | ザウバー・イルモア       | 0    | 接触            | 5        |          |
| Ret | 7  | マイケル・アンドレッティ         | マクラーレン・フォード   | 0    | 接触            | 6        |          |
| DNQ | 22 | ルカ・バドエル                   | ローラ・フェラーリ       |      |                 |          |          |

- ファステストラップ：アイルトン・セナ 1'18.029 (LAP57)
- ラップリーダー：アイルトン・セナ (LAP1-34) 、アラン・プロスト (LAP35-38)、アイルトン・セナ (LAP39-76)

## エピソード
ウィリアムズのサブスポンサーであるセガがこのレースの冠スポンサーをつとめ、大掛かりなプロモーションを行った。セガの人気キャラクターであるソニック・ザ・ヘッジホッグを象った優勝トロフィーが製作されたが、皮肉にもこれを受け取ったのは、ウィリアムズを破って快勝したセナだった。
57周目にセナが記録したファステストラップは、ピットレーンを通過した際に記録された。この時、ピットインしたセナはマクラーレンのピットでタイヤ交換の準備ができていないのを見て、そのまま素通りしてコースに復帰した。ドニントンのコースレイアウトは最終コーナーよりもピットロードを通ったほうがタイム計測ラインへの距離が短くなる。また、当時はピットレーンの速度制限がなかったため、このような珍事が起こった。